# Estação de Luz
Estação de Luz é o décimo primeiro  álbum  da banda  Novo Som, último disco lançado pela gravadora MK Music em 2009. Foi o último trabalho com a formação de Joey Summer (guitarra) e Charles Martins (baixo).
O álbum contou com doze canções inéditas mais duas baladas românticas Acredita em mim e Especial lançadas anteriormente em edições da coletânea Amo Você Vol.12 e 14.
A faixa "A Beleza do Teu Olhar" marca o retorno de Lenilton nas composições do repertório da banda.

## Faixas
1. Verdadeiro Amigo - 04:05 (Ayra Perez e Flávio Santana)
2. Janela da Vida - 04:30 (Davi Fernandes e Jill Viegas)
3. Na Tua Direção - 03:30 (Mito)
4. Recomeçar - 04:34 (Edson Gadelha e David Fantazzini)
5. Guarda-me - 04:43 (Anderson Freire)
6. Desacreditado - 03:46 (Natan Brito)
7. Tua Força - 04:17 (Charles Martins)
8. No seu Amor - 04:58 (Joey Summer)
9. Estação de Luz - 03:59 (Ubaldo Waru)
10. Te Agradeço - 04:03 (Josias Teixeira e Junior Maciel)
11. Se eu For - 04:43 (Daniel Lamas)
12. Na beleza do teu Olhar - 05:04 (Lenilton)
13. Acredita em Mim - 04:17 (Renato César e Davi Fernandes)
14. Especial - 04:23 (Mito)

## Créditos
- Lead Vocal: Alex Gonzaga
- Teclados: Mito
- Guitarra: Joey Summer
- Baixo: Charles Martins
- Bateria: Geraldo Abdo